# Tellervo aparica
Tellervo aparica är en fjärilsart som beskrevs av Ribbe 1889. Tellervo aparica ingår i släktet Tellervo och familjen praktfjärilar. Inga underarter finns listade i Catalogue of Life.